# Panda oleosa
Panda oleosa là một loài thực vật có hoa trong họ Pandaceae. Loài này được Pierre mô tả khoa học đầu tiên năm 1896.

## Hình ảnh

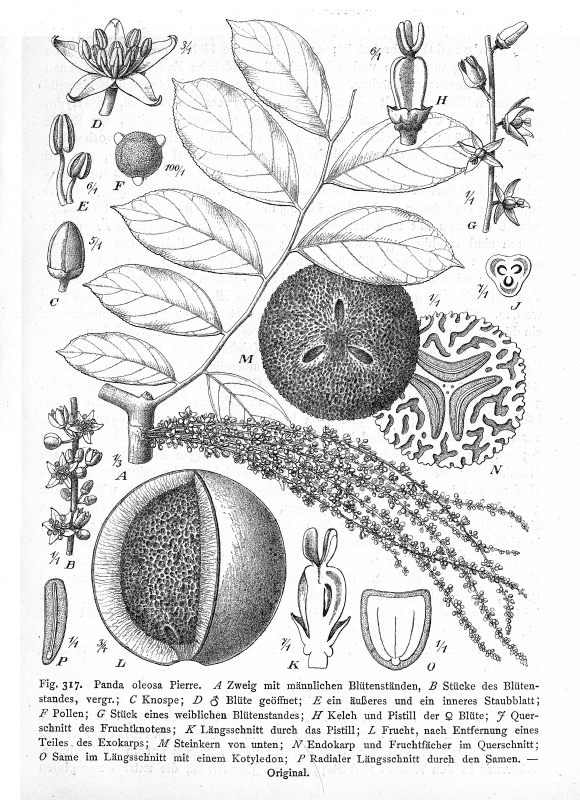